# 徐世隆
徐世隆（1206年—1285年），字威卿，元朝陈州西华县（今河南省西华县）人。
金哀宗正大四年（1227年），中进士，任县令。被严实征辟到东平路幕府。中统元年（1260年）任燕京等路宣抚使，至元元年（1264年）为翰林侍讲学士，兼太常卿。至元七年（1270年）为吏部尚书，撰写《选曹八议》。上书请元世祖不要东征日本。文天祥入狱，徐世隆作诗：“当今不杀文丞相，君义臣忠两得之”。他通晓前代典故，精通律令。至元二十二年（1285年）上奏便宜九事。著作有《瀛洲集》百卷。

## 延伸阅读
[在维基数据编辑]
 《元史·卷160》，出自宋濂《元史》
 《新元史/卷185》，出自柯劭忞《新元史》